# جين فورد
جين فورد (بالإنجليزية: Gene Ford)‏ هو لاعب كرة قاعدة أمريكي، ولد في 16 أبريل 1881 في Milton, Nova Scotia ‏ في كندا، وتوفي في 23 أغسطس 1973 في ديوندن في الولايات المتحدة.

## وصلات خارجية
- جين فورد على موقعبيزبول رفرنس.كوم (الدوري الرئيسي) (الإنجليزية)